# 諾沃西利亞 (羅夫諾州)
51°46′3″N 25°45′48″E / 51.76750°N 25.76333°E
诺沃西利亞（烏克蘭語：Новосілля）是位於烏克蘭西北部的村莊，由羅夫諾州瓦拉什區的洛克尼察市鎮負責管轄。該村始建於1855年，面積16.1平方公里，海拔高度144米，2001年人口164，人口密度每平方公里10.2人。